# Epilobium latifolium
Chamerion latifolium · Épilobe à feuilles larges
Espèce
Statut de conservation UICN

LC : Préoccupation mineure
Epilobium latifolium, l’Épilobe à feuilles larges, est une espèce de plantes à fleurs de la famille des Onagraceae et du genre Epilobium.

## Répartition
L'aire de répartition de l'Épilobe à feuilles larges recouvre l'Amérique du Nord, l'Asie du Nord et centrale.

## Systématique
Le nom scientifique complet (avec auteur) de ce taxon est Epilobium latifolium L..
Epilobium latifolium a pour synonymes :
- Chamaenerion halimifolium Salisb.
- Chamaenerion latifolium (L.) Sweet
- Chamaenerion latifolium (L.) Th.Fr. & Lange
- Chamaenerion latifolium var. grandiflorum Rydb.
- Chamaenerion latifolium var. megalobum Nieuwl.
- Chamaenerion latifolium var. parviflora Hartz
- Chamaenerion subdentatum (L.) Rydb.
- Chamaenerium latifolium (L.) Helm
- Chamerion latifolium (L.) Holub
- Chamerion subdentatum (Rydb.) Á.Löve & D.Löve
- Epilobium changaicum Grubov
- Epilobium corymbosum Rottb.
- Epilobium frigidum Retz.
- Epilobium gerardianum Wall.
- Epilobium glaucum Nasarow
- Epilobium grandiflorum Jacquem.
- Epilobium grandiflorum Jacquem. ex Cambess.
- Epilobium halleri Retz.
- Epilobium humile Willd.
- Epilobium humile Willd. ex Steven